# Moturiki
Moturiki är en ö i Fiji.   Den ligger i divisionen Östra divisionen, i den östra delen av landet, 50 km nordost om huvudstaden Suva. Arean är 16,5 kvadratkilometer.
Terrängen på Moturiki är platt. Öns högsta punkt är 115 meter över havet. Den sträcker sig 8,8 kilometer i nord-sydlig riktning, och 7,6 kilometer i öst-västlig riktning.